# Идехен, Фейт
Фейт Идехен (англ. Faith Idehen, 5 февраля 1973) — нигерийская легкоатлетка, призёр Олимпийских игр.
Фейт Идехен родилась в 1973 году. В 1992 на Олимпийских играх в Барселоне она стала обладателем бронзовой медали в эстафете 4×100 м.